# Джервіс Драммонд
Джервіс Драммонд (ісп. Jervis Drummond; нар. 8 вересня 1976, Лимон) — костариканський футболіст, що грав на позиції захисника.
Виступав, зокрема, за клуб «Сапрісса», а також національну збірну Коста-Рики.

## Клубна кар'єра
5 листопада 1995 року дебютував на професіональному рівні в складі «Сапрісса» в матчі національного чемпіонату проти «Сан-Карлоса», а першим голом у професіональній кар'єрі відзначився 15 січня в матчі проти «Ередіано». У футболці «Сапрісси» 5 разів ставав переможцем національного чемпіонату та двічі Кубку чемпіонів КОНКАКАФ, у футболці костариканського клубу виступав на Клубному чемпіонаті світу 2005 року, на якому «Сапрісса» посіла 3-тє місце, поступившись лише «Сан-Паулу» та «Ліверпулю». Загалом у футболці «Сапрісси» зіграв 452 матчі, з урахуванням матчів національного кубку та міжнародними матчами — 574.
У листопаді 2010 року Драммонд повідомив, що більше не буде виступати в складі команди.

## Виступи за збірну
Драммонд зіграв разом зі своїм братом на молодіжному чемпіонаті світу з футболу, який відбувся в Катарі в 1995 році, а також в молодіжній команді бразильського «Фламенгу».
У вересні 1995 року дебютував у складі національної збірної Коста-Рики в товариському матчі проти збірної Ямайки. Протягом кар'єри у національній команді, яка тривала 11 років, провів у формі головної команди країни 71 матч, забивши 1 гол.
У складі збірної був учасником розіграшу Золотого кубку КОНКАКАФ 1998 року у США, розіграшу Кубку Америки 2001 року у Колумбії, чемпіонату світу 2002 року в Японії та Південній Кореї, розіграшу Золотого кубку КОНКАКАФ 2002 року у США, де разом з командою здобув «срібло», чемпіонату світу 2006 року у Німеччині, розіграшу Золотого кубку КОНКАКАФ 2007 року в США.
В серпні 2008 року провів останній матч у футболці національної збірної, проти Сальвадору в рамках кваліфікації Чемпіонату світу з футболу 2008 року.

### Голи у складі збірної
Голи та забиті м'ячі Коста-Рики знаходяться на початку
| №. | Дата           | Місце                                               | Суперник | Рахунок | Результат | Змагання         |
| -- | -------------- | --------------------------------------------------- | -------- | ------- | --------- | ---------------- |
| 1. | 24 лютого 1999 | Естадіо Рікардо Сапрісса Айма, Сан-Хосе, Коста-Рика | Ямайка   | 3–0     | 9–0       | Товариський матч |

## Після завершення кар'єри
Після завершення кар'єри гравця, Драммонд став менеджером в ресторані на Стадіоні Сапрісса.

## Особисте життя
Одружений з Лаурою Бренес. Його брат-близнюк, Джеральд Драммонд, також виступав у футболці національної збірної та захищав кольори «Сапрісси».

## Титули і досягнення
- Переможець Центральноамериканських ігор: 1997
- Переможець Кубка центральноамериканських націй: 1999, 2003, 2007
- Срібний призер Золотого кубка КОНКАКАФ: 2002